# Bowali
Bowali è una suddivisione dell'India, classificata come census town, di 10.200 abitanti, situata nel distretto dei 24 Pargana Sud, nello stato federato del Bengala Occidentale. In base al numero di abitanti la città rientra nella classe IV (da 10.000 a 19.999 persone).

## Geografia fisica
La città è situata a 22° 24' 54 N e 88° 11' 20 E.

## Società

### Evoluzione demografica
Al censimento del 2001 la popolazione di Bowali assommava a 10.200 persone, delle quali 5.365 maschi e 4.835 femmine. I bambini di età inferiore o uguale ai sei anni assommavano a 889, dei quali 457 maschi e 432 femmine. Infine, coloro che erano in grado di saper almeno leggere e scrivere erano 7.798, dei quali 4.460 maschi e 3.338 femmine.